# 第一次全俄工人与士兵代表苏维埃代表大会

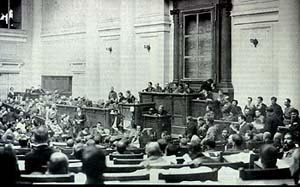

第一次全俄工人与士兵代表苏维埃代表大会于1917年6月16日至7月7日在彼得格勒举行，地点在瓦西里岛的第一军校（今缅希科夫宫）。孟什维克和社会革命党在此次大会中占据多数，大会拒绝了布尔什维克提出的结束战争并将所有权力移交给苏维埃的决议，并通过了社会革命和孟什维克决议，宣布在拒绝吞并和赔偿的基础上，全力支持临时政府和继续“革命战争”。大会选举了常设机构，即全俄苏维埃工人和士兵代表苏维埃中央执行委员会，主席为孟什维克尼古拉·齐赫泽，他在1917年9月19日前曾任彼得格勒苏维埃执行委员会主席 。在此次会议上，列宁首次提出俄罗斯联邦制的想法，他称“这个民族因为自己的儿女要使用本民族语言而受尽了沙皇的折磨。这就是害怕出现单独的共和国。...让俄国成为一个自由共和国的联盟吧。...让每个民族都获得解放吧，首先让那些跟你们一起在俄国进行革命的民族获得解放。”